# Segona Divisió
Segona Divisió je druhá nejvyšší fotbalová ligová soutěž a zároveň poslední soutěž v ligovém systémů pořádaná na území Andorry. Liga byla založena v roce 1999. Soutěže se většinou účastní jenom rezervní týmy prvoligových celků (v sezóně 2014/15 sedm rezervních týmů). Zápasů o postup se nemohou zúčastnit rezervní týmy.
Všechny týmy v lize využívají dvou stadionů: Estadi Comunal d'Andorra la Vella a Estadi Comunal d'Aixovall.

## Složení ligy v ročníku 2014/15
| Klub                      | Město               |
| ------------------------- | ------------------- |
| Atlètic Club d'Escaldes   | Escaldes-Engordany  |
| FC Encamp „B“             | Encamp              |
| UE Engordany „B“          | Escaldes-Engordany  |
| UE Extremenya             | La Massana          |
| CE Jenlai                 | Escaldes-Engordany  |
| FS La Massana             | La Massana          |
| FC Lusitanos „B“          | Andorra la Vella    |
| FC Ordino „B“             | Ordino              |
| Penya Encarnada d'Andorra | Santa Coloma        |
| CE Principat              | Santa Coloma        |
| FC Rànger's               | Andorra la Vella    |
| UE Sant Julià „B“         | Sant Julià de Lòria |
| FC Santa Coloma „B“       | Santa Coloma        |
| UE Santa Coloma „B“       | Santa Coloma        |

## Vítězové jednotlivých ročníků
| Segona Divisió (1999 – 2014) |                           |                           |
| Ročník                       | Vítěz                     | 2. místo                  |
| 1999 – 2000                  | FC Lusitanos              | Deportivo La Massana      |
| 2000 – 2001                  | FC Rànger's               | FC Lusitanos „B“          |
| 2001 – 2002                  | Racing d'Andorra          | FC Cerni                  |
| 2002 – 2003                  | UE Engordany              | Casa Estrella del Benfica |
| 2003 – 2004                  | Atlètic Club d'Escaldes   | Casa Estrella del Benfica |
| 2004 – 2005                  | FC Santa Coloma „B“       | UE Extremenya             |
| 2005 – 2006                  | FC Encamp                 | UE Engordany              |
| 2006 – 2007                  | Casa Estrella del Benfica | FC Santa Coloma „B“       |
| 2007 – 2008                  | UE Santa Coloma           | UE Extremenya             |
| 2008 – 2009                  | FC Encamp                 | Atlètic Club d'Escaldes   |
| 2009 – 2010                  | Casa Estrella del Benfica | FC Lusitanos „B“          |
| 2010 – 2011                  | FC Lusitanos „B“          | FC Rànger's               |
| 2011 – 2012                  | FC Encamp                 | UE Extremenya             |
| 2012 – 2013                  | FC Ordino                 | FC Lusitanos „B“          |
| 2013 – 2014                  | UE Engordany              | CE Jenlai                 |